# Another Night (single van Real McCoy)
Another Night is een nummer van de Duitse eurodancegroep M.C. Sar & The Real McCoy uit 1993. Het is eerste single van hun tweede studioalbum Space Invaders.
"Another Night" is een vrolijk eurodancenummer. Het nummer werd een bescheiden hit in Duitsland, het thuisland van M.C. Sar & The Real McCoy, waar het de 18e positie behaalde. In veel andere landen, waaronder het Nederlandse taalgebied, was het een sleeper hit. Pas rond de jaarwisseling van 1994-1995 kwam het nummer de Nederlandse Top 40 binnen, waar het uiteindelijk de 13e positie bereikte. In 1995 kwam het nummer in de Vlaamse Ultratop 50, waar het goed was voor de 4e positie.

## Tracklijst
Cd-single
1. "Another Night" (Radio Mix) - 3:57
2. "Another Night" (Club Mix) - 5:25
3. "Another Night" (Dance Mix) - 5:01
4. "Another Night" (Inferno Mix) - 6:24